# 叢蘚
叢蘚（学名：Pottia truncate）为叢蘚科叢蘚屬下的一个种。